# Autódromo Internacional de Sokol
El Autódromo Internacional de Sokol es un circuito de carreras de motor en Kazajistán, ubicado a 76 km (47 millas) al noroeste de la ciudad de Alma Ata. El circuito de 4,495 km fue diseñado por el alemán Hermann Tilke y se comercializa como una pista de grado 2 de la FIA.

## Historia
En julio de 2012, el empresario Alijan Ibragimov anunció planes para construir una instalación de deportes de motor de 40 millones de dólares en las afueras de la ciudad de Alma Ata, la ciudad más grande de Kazajistán, cuya construcción está programada para comenzar en septiembre. Se contrató a RacingLoop como consultores y a Hermann Tilke, a este último se le encargó el diseño de un circuito destinado a atraer a la MotoGP y al Deutsche Tourenwagen Masters, sin embargo, no se inició la construcción hasta 2014.
Para 2016, se había abierto una pista de karts y una pista de carreras con la asistencia de Jorge Lorenzo, ya que la construcción del circuito estaba muy avanzada. La construcción había progresado hasta la instalación electrónica y de sincronización a principios de 2019 antes de que se detuviera debido a problemas políticos.
El 27 de septiembre de 2022, se anunció que el circuito albergaría el Gran Premio de Kazajistán de Motociclismo durante cinco años a partir de 2023.